# Kapacitivnost
Kapacitivnost je lastnost električno prevodnih teles, da pod vplivom električne napetosti sprejmejo in shranijo naboj in energijo. Je razmerje med nabojem in napetostjo.
{\displaystyle C={\frac {Q}{U}}\!\,,}
kjer so:
C - kapacitivnost v enoti F (farad)
Q - električni naboj v enoti C (coulomb)
U - električni potencial v enoti V (volt)
Kapacitivnost je lastnost kondenzatorjev.
Ker je enota farad prevelika, se v praksi uporabljajo enote μF, nF ali pF.
Kapacitivnost osamljene kovinske krogle:
{\displaystyle C=4\pi \epsilon _{0}r\!\,,}
kjer so:
C - kapacitivnost v enoti F (farad)
εo - dielektričnost praznega prostora v enoti F/m (farad na meter) εo = 8,854×10−12 F/m
r - polmer krogle v enoti m (meter)
Kapacitivnost med dvema paralelnima ploščama se pri znani geometriji in znanih dielektričnih lastnostih izolatorja med njima izračuna naslednji način:
{\displaystyle C=\epsilon _{0}\epsilon _{r}{\frac {A}{d}}\!\,,}
kjer so: 
C - kapacitivnost v enoti F (farad)
ε0 - dielektričnost praznega prostora v enoti F/m (farad na meter)
εr - dielektrična konstanta ali relativna dielektričnost uporabljenega izolatorja med ploščama (brez enote)
A - površina plošč v enoti m2 (kvadratni meter)
d - razdalja med ploščama v enoti m (meter)